# 武仙座V771
武仙座V771，又名BD+45 2635，HD 164429、SAO 47106、HR 6718，是武仙座的一颗恒星，视星等为6.48，位于銀經72.38，銀緯27.84，其B1900.0坐标为赤經17h 56m 0.8s，赤緯+45° 27.84′ 54″。